# ヴィクランタヴァルマン1世
ヴィクランタヴァルマン1世（サンスクリット語: विक्रान्तवर्मन् १, ラテン文字転写: Vikrāntavarman I, 生年不詳 - 686年?）は、チャンパ王国（林邑国）第4王朝の第7代国王（在位：653年 - 686年?）。初名はプラカーシャダルマ（サンスクリット語: प्रकाशधर्म, ラテン文字転写: Prakāśadharma）。『新唐書』では諸葛地（ベトナム語: Chư Cát Địa）、『唐会要』では鉢伽含波摩累（ベトナム語: Bát Ca Hàm Ba Ma Lũy）、『冊府元亀』では旗陁越摩（ベトナム語: Kỳ Đà Việt Ma）および鉢伽含跋摩羅婆（ベトナム語: Bát Ca Hàm Bật Ma La Bà）と記される。チェンラ王イーシャーナヴァルマン1世の外孫にあたる。

## 生涯
第3代国王カンダルパダルマの舅ジャガッダルマとチェンラ王女シャルヴァッニの間に生まれる。父が罪に落ちたため、連座を恐れてチェンラに逃亡した。チャンパではバドレーシュヴァラヴァルマンが廃位された後、カンダルパダルマの娘が女王に立ったが、国内が治まらなかった。プラカーシャダルマは大臣の可倫翁定から迎えられて王位につき、カンダルパダルマの娘を妻として娶った。シュリーシャーナヴァドレーシュヴァラ郊外や王都シンハプラにヴィシュヌを祀る寺院を多く建造した。653年5月9日に唐に朝貢して馴象を献上している。以降も654年5月・657年2月・669年8月・670年の4度、唐へ朝貢の使者を送った。
ヴィクランタヴァルマン1世の死後、子のヴィクランタヴァルマン2世が王位を継承した。

## 参考資料
- George Cœdès (May 1, 1968). The Indianized States of South-East Asia. University of Hawaii Press. ISBN 978-0824803681
- George Cœdès (1983). The Making of South East Asia. University of California Press. ISBN 978-0520050617
- 石井米雄、桜井由躬雄 編『東南アジア史 I 大陸部』山川出版社〈新版 世界各国史 5〉、1999年12月20日。ISBN 978-4634413504。
- 『新唐書』巻二百二十二 列伝第一百四十七 南蛮
- 『唐会要』巻九十八 林邑国
- 『資治通鑑』巻一百九十九 唐紀十五
- 『冊府元亀』巻九百七十 朝貢第三